# 楊仁顯
楊仁顯（1882年—1952年），字筱沅，山西太原府榆次縣東付村人，畢業於山西西學專齋化學科，宣統三年進士。赴英國留學。民國八年（1919年）在英國倫敦帝國學院畢業。

## 生平
- 光緒三十四年，於山西西學專齋第四期畢業，取列中等，准作舉人[3]。
- 宣統三年，經學部考試列優等；八月甲子引見，賞給進士出身[4]。
- 選派英國留學，攻讀化學，歷八年。民國八年（1919年）在英國倫敦帝國大學畢業，獲博士學位。回國後，執教太原工業專業學校，編《有機化學講義》三卷，論述「脂肪化合物」和「芳香化合物」。翌年，山西保晉礦務股份公司在陽泉創辦，仁顯被應聘為公司總稽核。因他通曉英、美、法、德諸語，兼任外交工作，善交際。時公司所產無煙優質煤炭居全國之首，外銷甚暢，贏得國內及世界多國信譽。「七七事變」後，公司停業。先後在太原各中學和川至醫專任化學教員。建政後，他應山西省主席裴麗生之聘，任省政府參事室參議，直至病逝[5]。